# Polar Music
Polar Music je švédské hudební vydavatelství založené v roce 1963 Stigem Andersonem a Bengtem Bernhagem. První skupinou, která zde vydala desku byla švédská folková kapela Hootenanny Singers, jejímž členem byl také pozdější člen slavné ABBY Björn Ulvaeus. Skupina ABBA se stala nejlepším produktem vydavatelství. Současným vlastníkem vydavatelství je Universal Music Group.
Vydavatelství udílí ceny Polar Music Prize za vynikající hudební počiny. Ocenění založil Stig Anderson v roce 1989, poté co prodal svoje hudební vydavatelství PolyGramu.

## Umělci u Polar Music
ABBA, Alive Feat, Jessie Martins, Lena Andersson, Chana, Crosstalk, Dilba, Emilia, Frida, Agnetha & Linda, Ted Gärdestad, Gemini, Hellacopters, The Infinite Mass, Fredrik Kempe, Lambretta, Maarja, Paulo Mendonca, Mr. Vegas Fea Intense, Emma Nilsdotter, Mats Paulson, Pineforest Crunch, Sam, Skintrade, Starr Chukki, Svenne & Lotta, Joey Tempest, Top Notch, Topaz Sound a Anders Widmark.